# Bert Hermans (atleet)
Hubertus Joannes (Bert) Hermans (Borgerhout, 27 juli 1915 - 7 januari 1999) was een Belgische atleet, die gespecialiseerd was in de lange afstand en het veldlopen. Hij was kampioen en recordhouder van België op de 5000 m. 

## Biografie

### Jeugdjaren
In 1933 sloot Bert Hermans zich aan bij de atletiekclub Merksem AC. Zijn officieel debuut leverde hij in de volkscross van Le Soir met een 126e plaats. Zijn eerste ophefmakende zege boekte hij als junior in de Ronde van Vlissingen, toen hij op één schoen de Nederlandse kampioen vloerde. 

### Senior
In 1934 werd Hermans senior. In dat jaar behaalde hij al tien overwinningen. Het daaropvolgende jaar verdedigde hij de kleuren van FC Mechelen. Hij zegevierde te Mechelen, op Beerschot en in het provinciaal kampioenschap. In het nationaal titeldebat overschreed hij als zevende de meet. Naast zes overwinningen in 1936 zag men hem zesde eindigen in de Volkscross van Le Soir. Hij nam dat jaar voor het eerst met de Belgische ploeg deel aan de Landenprijs. In 1937 behaalde hij tien overwinningen, werd zesde in het nationaal kampioenschap veldlopen, 25e in de Landenprijs, tweede over 5000 m en 3000 m steeple en ondanks een wegvergissing nog vijfde in de cross van Le Soir. Het jaar daarop had hij met zware inzinkingen te kampen.
In 1939 trad Hermans aan voor Beerschot AC en leverde enkele markante prestaties. Hij verbeterde het Belgisch record over de 3 mijl met 20 seconden, werd derde in Le Soir, eerste in de mijl van het Sportpaleis en tweede in het Belgisch crosskampioenschap. 

### Tweede Wereldoorlog
De eerste oorlogsjaren leverden hem niet minder dan 24 overwinningen op, maar 1942 werd het jaar van Bert Hermans. Hij won Dwars door Antwerpen, brak het record van de 4000 m, versloeg Ward Schroeven en Gaston Reiff in het kampioenschap van België over de 5000 m. Na een intense voorbereiding bracht hij het Belgisch record op de 5000 m, dat reeds negen jaar met 15.00,6 aan Maurice Maréchal had toebehoord, naar 14.56,8. Hij werd tot laureaat van de Grote Prijs van de Belgische Atletiekbond uitgeroepen, een prijs uitgereikt door de koning en zou bovendien nog beslag leggen op de eerste plaats in volkscross Le Soir. Begin 1943 overvleugelde hij 3320 deelnemers te Parijs in de Cross de l'Auto.
Bert Hermans weigerde voor de Duitse bezetter te werken en werd weggevoerd naar het concentratiekamp van Dachau. Hij wist er te ontsnappen, maar werd opnieuw ingerekend. Na de Bevrijding keerde hij in een deerlijke gezondheidstoestand terug. De oorlog had zijn sporen nagelaten. Na enkele zwakke wedstrijden verdween hij een hele tijd van het toneel. Maar hij wilde niet capituleren. In de cross van Le Soir werd hij nog negende en achtste. In de Landencross werd hij in 1947 achtste en tweede beste Belg en won hij de Silverrush.

### Trainer
In 1951 werd Bert Hermans medestichter, coach en trainer van de atletiekclub SGOLA Boechout (van het Sint-Gabriëlcollege), die kampioenen en Olympiërs opleverde als Paul Thijs, Marc Smet, Berre Van Campfort, Leen en Lutgart Van Brempt. Zijn kwaliteiten werden gehonoreerd met de medaille van Volksgezondheid en Gezin in 1955 en de prijs van de Sportinspanning in 1963.

## Belgische kampioenschappen
| Onderdeel | Jaar |
| --------- | ---- |
| 5000 m    | 1942 |

## Persoonlijk record
| Onderdeel | Prestatie       | Datum            | Plaats    |
| --------- | --------------- | ---------------- | --------- |
| 5000 m    | 14.56,8 (ex-NR) | 12 augustus 1942 | Antwerpen |

## Palmares

### 5000 m
- 1937:  BK AC
- 1942:  BK AC – 15.08,4

### 3000 m steeple
- 1937:  BK AC

### Veldlopen
- 1936: 51e Landenprijs in Blackpool
- 1937: 25e Landenprijs in Stokkel
- 1937:  landenklassement Landenprijs
- 1938: 53e Landenprijs in Belfast
- 1940:  BK AC
- 1942:  BK AC
- 1943:  BK AC
- 1947: 8e Landenprijs in Saint-Cloud
- 1947:  landenklassement Landenprijs

## Onderscheidingen
- 1942: Grote Prijs KBAB
- 1955: medaille van Volksgezondheid en Gezin
- 1963: prijs van de Sportinspanning